# Atomrács

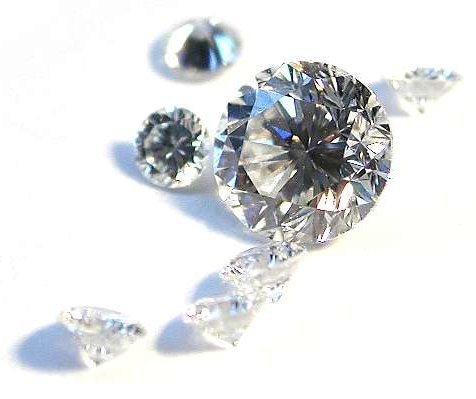
Gyémánt, egy atomrácsos anyag

Az atomrács olyan rácstípus, amelyben egymáshoz kovalens kötéssel kapcsolódó atomok foglalják el a rácspontokat. Az ilyen rácstípussal rendelkező anyagokat atomrácsos anyagoknak nevezik. Elemek és vegyületek is alkothatnak atomrácsot.

## Tulajdonságai
Az atomrácsos anyagokban a rácspontokban lévő atomokat kovalens kötés (erős elsőrendű kémiai kötés) kapcsolja össze – szemben a molekularácsot összetartó másodrendű kötésekkel –, így az atomrácsos anyagok olvadáspontja magas, oldhatóságuk rossz. Az elektromos áramot gyakorlatilag nem vezetik, még olvadékállapotban sem. A legkeményebb anyagok (pl. gyémánt) atomrácsosak.

## Atomrácsos anyagok
Néhány példa atomrácsos anyagokra:
- Szilícium-dioxid

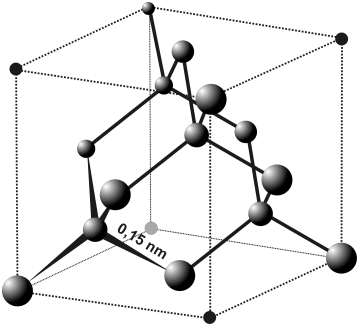
A gyémánt atomrácsának elemi cellája

- A gyémántban egy szénatom négy másik szénatommal létesít kapcsolatot, így tetraéderes szerkezetet alakít ki (mind a négy oldala a testnek egy egyenlő oldalú háromszög).
- Alumínium-nitrid
- Bór-nitrid
- Szilícium
- Szilícium-karbid
- Germánium

## Egyéb rácstípusok
- Fémrács
- Molekularács
- Ionrács